# Cumbres de San Bartolomé
Cumbres de San Bartolomé est une commune de la province de Huelva dans la communauté autonome d'Andalousie en Espagne.